# Leon Valley
Leon Valley és una població dels Estats Units a l'estat de Texas. Segons el cens del 2000 tenia 9.239 habitants.

## Demografia
Segons el cens del 2000, Leon Valley tenia 9.239 habitants, 3.576 habitatges, i 2.521 famílies. La densitat de població era de 1.046,1 habitants/km².
Dels 3.576 habitatges en un 29,7% hi vivien nens de menys de 18 anys, en un 56% hi vivien parelles casades, en un 11% dones solteres, i en un 29,5% no eren unitats familiars. En el 24,8% dels habitatges hi vivien persones soles el 8,3% de les quals corresponia a persones de 65 anys o més que vivien soles. El nombre mitjà de persones vivint en cada habitatge era de 2,56 i el nombre mitjà de persones que vivien en cada família era de 3,07.
Per edats la població es repartia de la següent manera: un 23,4% tenia menys de 18 anys, un 9% entre 18 i 24, un 28,1% entre 25 i 44, un 26% de 45 a 60 i un 13,5% 65 anys o més.
L'edat mediana era de 38 anys. Per cada 100 dones de 18 o més anys hi havia 90,3 homes.
La renda mediana per habitatge era de 49.079 $ i la renda mediana per família de 56.543 $. Els homes tenien una renda mediana de 32.917 $ mentre que les dones 28.700 $. La renda per capita de la població era de 21.743 $. Aproximadament el 4,8% de les famílies i el 8,1% de la població estaven per davall del llindar de pobresa.

## Poblacions més properes
El següent diagrama mostra les poblacions més properes.